# 傅高义
傅高义（英語：Ezra Feivel Vogel，1930年7月11日—2020年12月20日），美国哈佛大學社會科學院榮休教授（Henry Ford II Professor of the Social Sciences Emeritus at Harvard University），精通日文，能说汉语，著有多部关于中国、日本和亚洲研究的著作。

## 生平
1930年，傅高义出生于俄亥俄州特拉华市一个犹太人家庭，曾在俄亥俄卫斯里昂大学和哈佛大学学习，并于1958年获得哈佛大学博士学位。他在1967年至2000年间于哈佛大学任教，曾担任哈佛大学费正清东亚研究中心主任，亦曾在 1992 年至 2015 年間出任香港中文大學中國研究服務中心的國際顧問委員會主席。精通中国和日本等东亚国家。2020年12月20日，因术后并发症，傅高义在马萨诸塞州剑桥的一间医院去世，享年90岁。

## 作品
傅高义关于日本和中国的著作非常畅销。他曾多年在香港研究广东及广州，他关于中国研究的主要著作《共产主义下的广州》、《先行一步》和《邓小平时代》已经在中国出版。
傅高義對廣東的研究基於他在廣東地區進行的大量田野調查。傅高義的鄧小平研究基於他在北京對鄧小平經濟顧問于光遠等人的採訪。傅高義組織翻譯了于光遠的回憶錄《1978我親歷的那次歷史大轉折：十一屆三中全會的台前幕後》：Deng Xiaoping Shakes the World: An Eyewitness Account of China's Party Work Conference and the Third Plenum。
鄧小平曾對自己的歷史評價自評“對半開”，而傅高義在《邓小平时代》中則予以“功八過二”的高評價。

### 著作列表
- 1963年：《日本的新中产阶级》
- 1969年：《共产主义下的广州：一个省会的规划与政治（1949-1968）》
- 1979年：《日本第一：对美国的启示》
- 1989年：《先行一步：改革中的广东》
- 1991年：《亚洲四小龙》
- 2011年：《邓小平时代》（Deng Xiaoping and the Transformation of China），哈佛大学出版社出版。
  - 中国大陆中文版2013年1月18日由生活·读书·新知三联书店以《邓小平时代》之名出版[11]。ISBN 9787108041531（较原版删去了大部分关于六四事件的记述）[12]
  - 香港中文版2012年4月由中文大学出版社以《邓小平时代》之名出版（有繁體和簡體版）[3]。
  - 台灣則由天下文化於2012年6月出版《鄧小平改變中國[13]》ISBN 9789862169360。
- 2015年：《日本新中產階級》，鄧伯宸 譯，立緒出版社出版。
- 2016年：《日本第一：對美國的啟示》，谷英、张柯、丹柳 譯，上海譯文出版社出版。
- 2019年：《中國和日本：1500 年的交流史》（China and Japan：Facing History），毛升譯，香港中文大學出版社編輯部譯校，香港中文大學出版社出版。
  - 台灣則由天下文化於2019年11月出版《中國和日本：1500 年的交流史》[14]ISBN 9789864798452。

## 观点
傅高義曾在政府擔任國家情報官，負責東亞事務。1999年，北約炸毀中國駐南斯拉夫大使館時，傅高義以“前中情局官員”身份，指中情局對外宣稱因地圖定位錯誤而“誤炸”中國使館的說法並非事實，引起美方高度緊張。他又說，他不認為此事有人故意，更不可能是政策性決定。此事應該是一連串失誤造成的慘劇。